# Bière Darbyste
 (juillet 2013).
Si vous disposez d'ouvrages ou d'articles de référence ou si vous connaissez des sites web de qualité traitant du thème abordé ici, merci de compléter l'article en donnant les références utiles à sa vérifiabilité et en les liant à la section « Notes et références ».
La Bière Darbyste est une boisson fermentée à base de figues, d'orge et de blé non maltés, de sucre et de blanc d'œufs.

## Histoire
La recette aurait été inventée par les frères darbystes, un courant « exclusif » des Assemblées de Frères fondée par John Nelson Darby à l'origine d'une communauté anglo-protestante dans le Borinage afin de lutter contre l'alcoolisme.
Stricto sensu, la bière darbyste n'est pas une véritable bière, le sucre ne provient pas de la saccharification d'un malt mais est apporté par les figues, la fermentation est réalisée par la flore microbienne présente sur les figues, l'orge et le blé et non par des levures sélectionnées. La capacité de mousser est apportée par les protéines du blanc d'œuf. Enfin, la carbonation est réalisée par adjonction de sucre 4 jours avant l'embouteillage.
La Brasserie de Blaugies reprend l'appellation de cette boisson[Quand ?] pour produire une véritable bière à base de figues. Il s'agit d'une bière dorée avec une teneur en alcool de 5,8 %.
Elle est classée parmi les cinq meilleures bières du monde par le New York Times[source détournée].